# Прель, Мишлин
Мишли́н Прель (фр. Micheline Presle, настоящее имя — Мишли́н Ни́коль Жю́лия Эмилье́нн Шасса́нь, фр. Micheline Nicole Julia Émilienne Chassagne; 22 августа 1922[…], V округ Парижа, Франция — 21 февраля 2024, Ножан-сюр-Марн, Франция) — французская актриса и певица.

## Биография
Мишлин Николь Жюли Эмильенн Шассань (настоящее имя Мишлин Прель) родилась 22 августа 1922 года в Париже (Франция).
Мишлин с раннего детства хотела стать актрисой и начала сниматься в кино в 15-летнем возрасте, в 1937 году. Также Прель является певицей.
В 1950—1954 годах Мишлин была замужем за актёром, режиссёром и музыкантом Уильямом Маршаллом (1917—1994). От Маршалла Прель родила дочь, Энтони-Ли Каролин Жюли Маршалл (1951—2020), ставшую актрисой и режиссёром.
Скончалась 21 февраля 2024 года в возрасте 101 года.

## Избранная фильмография
| Год  | Название                 | Оригинальное название       | Роль                        |
| ---- | ------------------------ | --------------------------- | --------------------------- |
| 1940 | Потерянный рай           | Paradis perdu               | Жанин Мерсье/ Жаннет Леблан |
| 1947 | Последний шанс           | Les jeux sont faits         | Ева Шалье                   |
| 1953 | Тайны Версаля            | Si Versailles m'était conté | Маркиза де Помпадур         |
| 1955 | Наполеон: путь к вершине | Napoléon                    | Гортензия де Богарне        |
| 1955 | Порочные                 | Les Impures                 | Мишель                      |
| 1956 | Невеста слишком хороша   | La Mariee Est Trop Belle    | Юдифь                       |
| 1956 | Беатриче Ченчи           | Beatrice Cenci              | Лукреция Ченчи              |
| 1958 | Кристина                 | Christine                   | баронесса Эггерсдорф        |
| 1959 | Свидание вслепую         | Blind Date                  | Жаклин Кусто                |
| 1961 | Любовник на пять дней    | L’Amant de cinq jours       | Мадлен                      |
| 1962 | Семь смертных грехов     | Les sept péchés capitaux    | мама (сегмент «Похоть»)     |
| 1962 | Имперская Венера         | Venere Imperiale            | Жозефина                    |
| 1963 | Нобелевская премия       | The Prize                   | Доктор Дениз Марсо          |
| 1964 | Охота на мужчину         | La Chasse à l’homme         | Изабель Лартуа              |
| 1966 | Монахиня                 | La religieuse               | мадам де Мони               |
| 1971 | Нефтедобытчицы           | Les Pétroleuses             | тётушка Амели               |
| 1984 | Ночные воришки           | Les voleurs de la nuit      | Женевьева                   |
| 1984 | Чужая кровь              | Le sang des autres          | Миссис Монж                 |
| 1993 | Аромат любви Фанфан      | Fanfan                      | Мод                         |
| 1999 | Салон красоты «Венера»   | Vénus beauté (institut)     | тетя Марис                  |
| 2009 | Человек и его собака     | Le chant du loup            | женщина                     |
| 2009 | Строго на юг             | Plein sud                   | бабушка                     |
| 2014 | Хочешь или нет?          | Tu veux… ou tu veux pas?    | возмущенная дама на улице   |